# Ioan-Mihai Popa
Ioan-Mihai Popa (n. 10 august 1950) este un deputat român în legislatura 1996-2000, ales în județul Mureș pe listele partidului PDSR.

## Legături externe
- Ioan-Mihai Popa Arhivat în 7 decembrie 2022, la Wayback Machine. la cdep.ro